# Maranta ruiziana
Maranta ruiziana är en strimbladsväxtart som beskrevs av Friedrich August Körnicke. Maranta ruiziana ingår i släktet Maranta och familjen strimbladsväxter. Inga underarter finns listade.